# Lotheridium
Lotheridium — рід дельтатероїдних терійських ссавців, які мешкали в Азії під час пізньої крейди.

## Опис
Lotheridium наразі відомий за одним зразком, голотипом ZMNH M9032. Зразок є майже повним черепом дорослої людини з нижньою щелепою. Він був знайдений у формації Цюпа в провінції Хенань, центральний Китай. Довжина черепа 67,3 мм.